# 슈타이어마르크 공작모

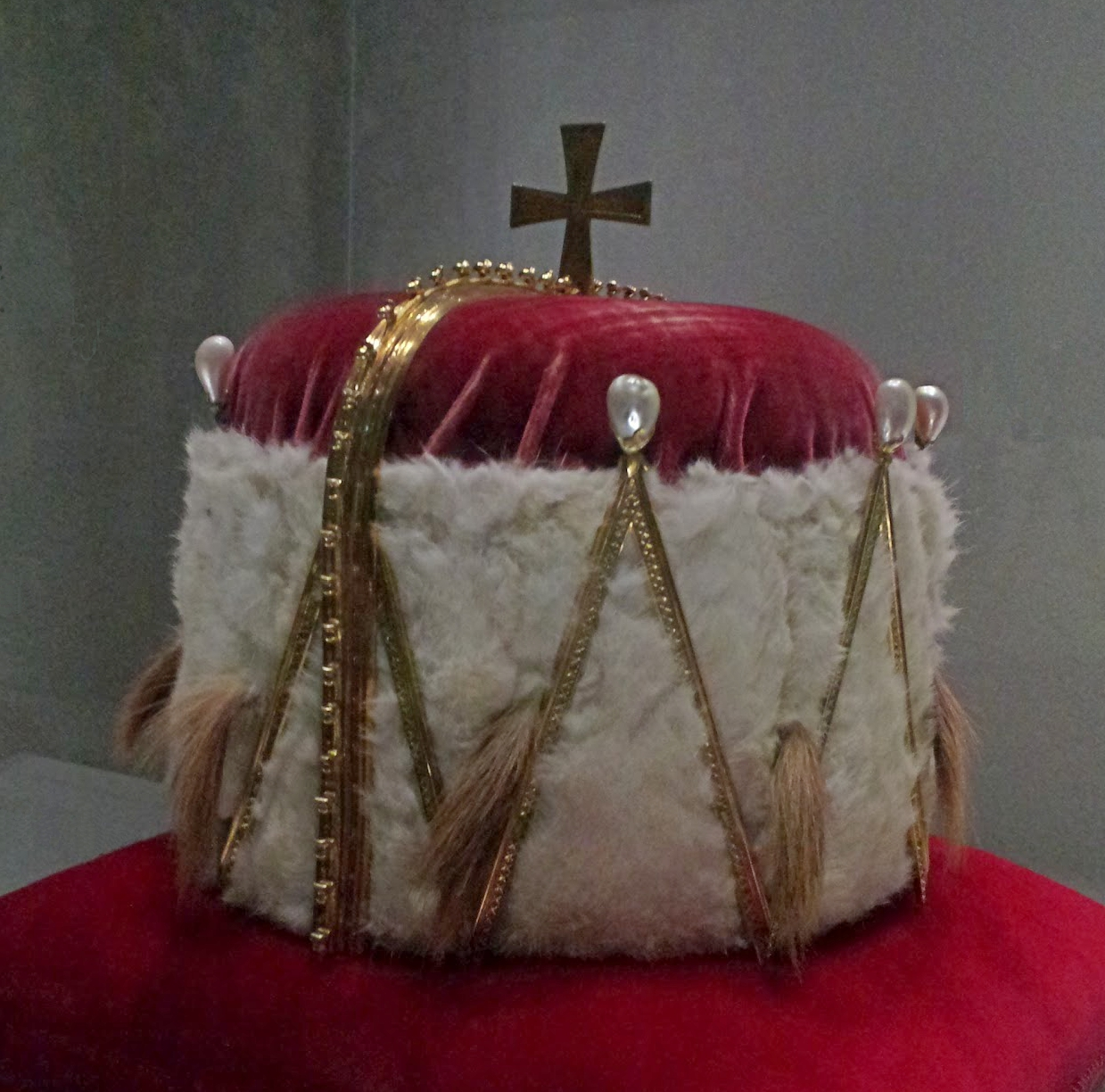
그라츠 궁정박물관에 전시된 슈타이어 공작모.

슈타이어마르크 공작모(독일어: Herzogshut)는 슈타이어마르크 공국의 관으로, 은도금 재질로 만들었다. 15세기에 만들어진 것으로 생각되며, 1766년 진주와 에나멜로 재단장했다.
빈에 모셔져 있다가 1790년 슈타이어에서 반환을 요구해 반환되었다. 19세기에 한 차례 더 수리했다. 높이 20.5 센티미터, 직경 20 센티미터이다. 현재 오스트리아 슈타이어마르크주 그라츠의 요아네움 다목적박물관에서 소장 중이다.